# Puyvalador
Puyvalador (in catalano Puigbalador) è un comune francese di 76 abitanti situato nel dipartimento dei Pirenei Orientali nella regione dell'Occitania.

## Società

### Evoluzione demografica
Abitanti censiti